# Oxira lamentanda
Oxira lamentanda là một loài bướm đêm trong họ Noctuidae.